# Viva (album de Xmal Deutschland)
 (décembre 2022).
Si vous disposez d'ouvrages ou d'articles de référence ou si vous connaissez des sites web de qualité traitant du thème abordé ici, merci de compléter l'article en donnant les références utiles à sa vérifiabilité et en les liant à la section « Notes et références ».
Viva est un album du groupe allemand Xmal Deutschland paru en 1987.

## Titres de l'album
Les douze titres de cet album sont :
1. Matador - (Xmal Deutschland) - 4:00
2. Eisengrau - (Xmal Deutschland) - 2:57
3. Sickle Moon - (Xmal Deutschland) - 3:36
4. If Only - (Xmal Deutschland) - 4:11
5. Feuerwerk - (Xmal Deutschland) - 6:03
6. Illusion (version) - (Xmal Deutschland) - 4:06
7. Morning (will there really be) - (Emily Dickinson/Xmal Deutschland) - 6:04
8. Manchmal - (Xmal Deutschland) - 3:41
9. Polarlicht - (Xmal Deutschland) - 3:17
10. Ozean - (Xmal Deutschland) - 4:53
11. Dogma - (Xmal Deutschland) - 4:04
12. 4 - (Xmal Deutschland) - 2:50

## Musiciens
- Anja Huwa : chant
- Peter Bellendir : batterie
- Wolfgang Ellerbrock : basse
- Manuela Rickers : guitare
- Fiona Sangster : clavier